# کیوپی‌ام-۲۴۱
کیوپی‌ام-۲۴۱ یک ستاره است که در صورت فلکی کمان قرار دارد.